# Амаран
Амара́н (фр. и окс. Amarens) — коммуна во Франции, находится в регионе Юг — Пиренеи. Департамент — Тарн. Входит в состав кантона Кармо-2 Валле-дю-Серу. Округ коммуны — Альби.
Код INSEE коммуны — 81009.

## География
Коммуна расположена приблизительно в 540 км к югу от Парижа, в 65 км северо-восточнее Тулузы, в 23 км к северо-западу от Альби.

## Климат
Климат умеренно-океанический. Зима мягкая и дождливая, лето жаркое с частыми грозами. Ветры довольно редки.

## Население
Население коммуны на 2010 год составляло 70 человек.
| 1962 | 1968 | 1975 | 1982 | 1990 | 1999 | 2010 |
| ---- | ---- | ---- | ---- | ---- | ---- | ---- |
| 97   | 78   | 88   | 66   | 70   | 79   | 70   |

## Экономика
В 2007 году среди 45 человек в трудоспособном возрасте (15—64 лет) 29 были экономически активными, 16 — неактивными (показатель активности — 64,4 %, в 1999 году было 55,1 %). Из 29 активных работали 25 человек (14 мужчин и 11 женщин), безработных было 4 (1 мужчина и 3 женщины). Среди 16 неактивных 4 человека были учениками или студентами, 2 — пенсионерами, 10 были неактивными по другим причинам.